# 時事年鑑
時事年鑑（じじねんかん）は、時事新報社および時事通信社にて、1918年から1994年にかけて断続的に発行された年鑑である。

## 概要
時事新報社が創刊。時事新報社が発行を停止した後は、同盟通信社を経て、時事通信社が継承した（時事新報社と時事通信社の間に資本関係はない）。
なお、1941年から1944年の間は、同盟通信社発行の『同盟時事年鑑』として発行された。
- 時事年鑑：時事新報社（1918 - 1939）
- 同盟時事年鑑：同盟通信社（1941 - 1944）
- 時事年鑑：時事通信社（1947 - 1994）